# Ruda, Videm
Ruda (furlansko Rude) je vas in občina z 2.782 prebivalci (september 2021) v italijanski deželi Furlanija - Julijska krajina na vhodu v Furlanski nižini.

## Naselja
V občini ležijo naselja:
- Alture / Ulturis
- Cortona / Cartone (Cartona)
- Mortesins / Murtisins
- Perteole / Parteulis
- Saciletto / Sacîl (Sassîl)
- San Nicolò